# Jörg Fauser
Pour les articles homonymes, voir Fauser.

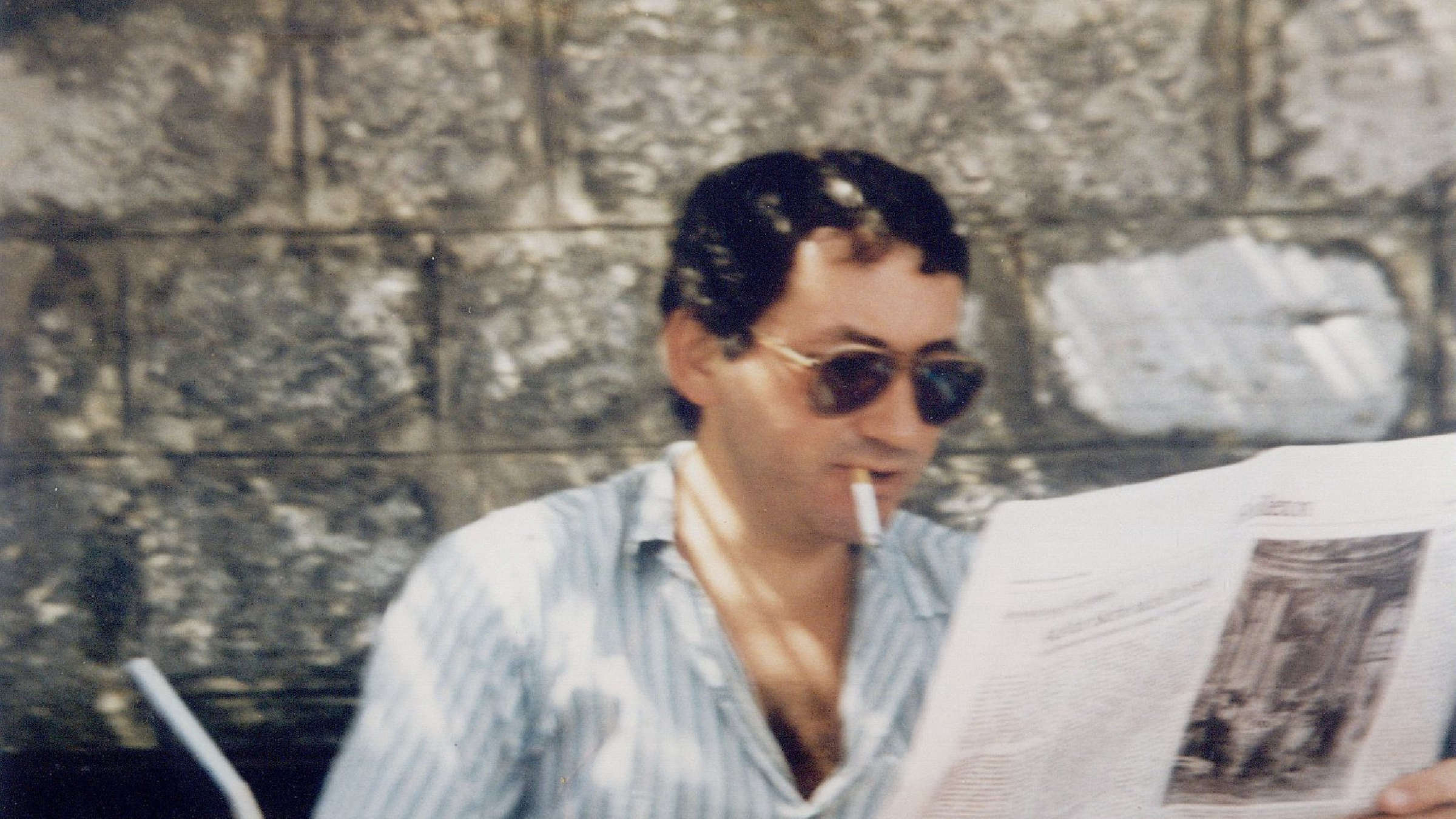
Jörg Fauser à Dubrovnik, 1986.

Jörg Fauser, né le 16 juillet 1944 à Bad Schwalbach, dans le land de Hesse, et mort accidentellement le 17 juillet 1987 entre Feldkirchen et Trudering-Riem, est un écrivain, poète et journaliste allemand, auteur de roman policier.

## Biographie
Après l'obtention du diplôme, il séjourne un temps à Istanbul et à Londres. Après de premières tentatives littéraires infructueuses, il travaille comme employé dans un aéroport et comme veilleur de nuit.
Ses premières œuvres sont influencées par les écrivains américains de la beat generation. Il y stigmatise souvent la drogue, notamment l'héroïne, et la consommation excessive d'alcool. Carl Weissner et lui lancèrent UFO et Gazolin 23, deux périodiques de la presse alternative au début des années 1970. À partir de 1974, Jörg Fauser est journaliste pigiste à Munich.
Ses derniers livres sont des romans policiers, comme Le Bonhomme de neige (Der Schneemann, 1981) qui est adapté au cinéma en 1985.
Il meurt dans un accident de la route, heurté par un camion alors qu'il marchait en état d'ivresse sur une autoroute près de Munich.

## Œuvre

### Romans policiers
- Der Schneemann (München, 1981) Publié en français sous le titre Le Bonhomme de neige, traduit par Robert Simon, Paris, Gallimard, coll. « Série noire » no 2736, 2005, p. 262  (ISBN 2-07-031533-9)
- Rohstoff (Frankfur/M. 1984) Publié en français sous le titre Matière première, traduit par Marie Bouquet, Paris, Éditions Léo Scheer, 2010, p. 250  (ISBN 978-2-7561-0232-0)
- Das Schlangenmaul (Frankfurt/M. 1985)
- Kant (München 1987)

### Autres romans
- Alles wird gut (München 1979)
- Requiem für einen Goldfisch (Basel 1979)
- Mann und Maus (München 1982)

### Poésie
- Die Harry-Gelb-Story (Gersthofen 1973)
- Trotzki, Goethe und das Glück (München 1979)

### Autres publications
- Aqualunge (Göttingen 1971)
- Tophane (Gersthofen 1972)
- Open end (München 1977)
- Marlon Brando - der versilberte Rebell (München 1978)
- Der Strand der Städte (Berlin 1978)
- Blues für Blondinen (Frankfurt/M. 1984)

### Pièces radiophoniques
- Café Nirwana (1974)
- Romanze (1979)
- Für eine Mark und Acht (1987)

### Publications posthumes
- Jörg-Fauser-Edition (Hamburg, 1990-1994)
  - Bd. 1. Romane I, 1990
  - Bd. 2. Romane II, 1990
  - Bd. 3. Erzählungen I, 1990
  - Bd. 4. Erzählungen II, 1990
  - Bd. 5. Gedichte, 1990
  - Bd. 6. Essays, Reportagen, Kolumnen I, 1990
  - Bd. 7. Essays, Reportagen, Kolumnen II, 1990
  - Bd. 8. Marlon-Brando-Biographie, 1990
  - Beiheft. Informationen und Bilder, 1990
  - Erg.-Bd. Das leise lächelnde Nein und andere Texte, 1994
- Blues in Blond (Hamburg 1992)
- "Ich habe eine Mordswut" (Frankfurt/M. 1993)
- Lese-Stoff (Frankfurt/M. 2003)

### Filmographie

#### Au cinéma
- 1977 : C'est la vie, Rose, film allemand réalisé par Hans-Christof Stenzel, où Jörg Fauser est dialoguiste et producteur exécutif
- 1985 : Der Schneemann (de), film allemand réalisé par Peter F. Bringmann (de), d'après le roman éponyme, avec Marius Müller-Westernhagen

#### À la télévision
- 1998 : Francfort - Fin de siècle (Das Frankfurter Kreuz), téléfilm allemand de Romuald Karmakar, d'après la pièce radiophonique Für eine Mark und Acht, avec Michael Degen (en) et Manfred Zapatka